# Halsnæs
Halsnæs is een gemeente in de Deense regio Hoofdstad (Hovedstaden) en telt 31.162 inwoners (2017).
Bij de gemeentelijke herindeling van 2007 werd de gemeente gevormd uit de voormalige gemeenten Frederiksværk en Hundested. Tot 1 januari 2008 heette de gemeente Frederiksværk-Hundested.
Vanaf 1 januari 2008 zal de gemeente, naar het gelijknamige schiereiland,  Halsnæs heten.

## Plaatsen in de gemeente
- Frederiksværk
- Liseleje
- Vinderød
- Ølsted
- Hundested
- Torup
- Evetofte
- Melby
- Ølsted Strandhuse
- Ølsted Sydstrand

Albertslund · Allerød · Ballerup · Bornholm · Brøndby · Dragør · Egedal · Fredensborg · Frederiksberg · Frederikssund · Furesø · Gentofte · Gladsaxe · Glostrup · Gribskov · Halsnæs · Helsingør · Herlev · Hillerød · Høje-Taastrup · Hørsholm · Hvidovre · Ishøj · København · Lyngby-Taarbæk · Rødovre · Rudersdal · Tårnby · Vallensbæk